# Hayange
Hayange är en kommun i departementet Moselle i regionen Grand Est (tidigare regionen Lorraine) i nordöstra Frankrike. Kommunen ligger i kantonen Hayange som tillhör arrondissementet Thionville-Ouest. Hayange ligger åtta kilometer sydväst om Thionville. År 2022 hade Hayange 16 013 invånare.

## Befolkningsutveckling
Antalet invånare i kommunen Hayange
| Referens: INSEE |